# Grugabad

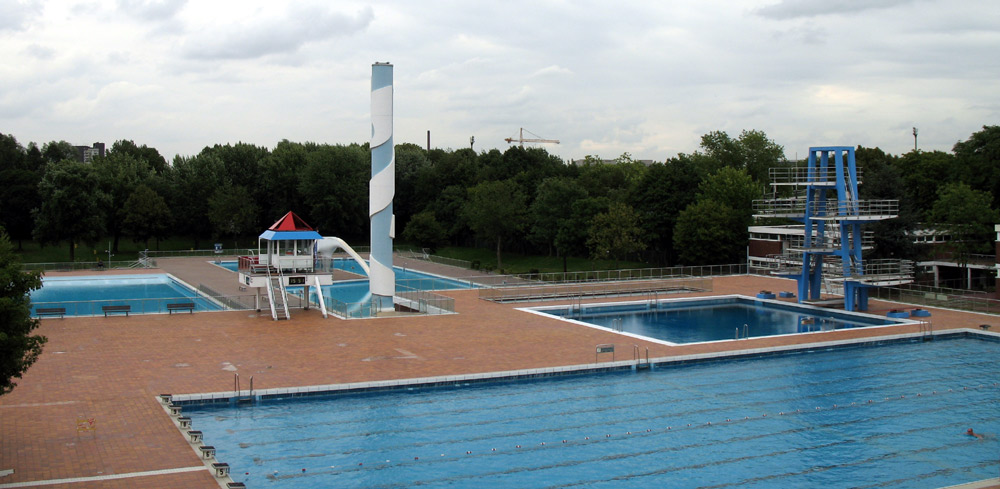
Grugabad 2006, Sicht von der Tribüne

Das 1964 errichtete Grugabad ist mit einer Gesamtfläche von rund 58.000 Quadratmetern das größte Freibad der Stadt Essen. Es wurde am 3. September 2020 zum Baudenkmal erklärt. Im Stadtteil Rüttenscheid südlich der Essener Innenstadt gelegen, bildet es einen Teil des Gruga-Komplexes, zu dem der Grugapark, die Grugahalle und die Messehallen der Messe Essen gehören.

## Architektur und Bau
Die Stadt Essen schrieb 1959 einen internationalen Ideenwettbewerb zu einer Erweiterung des Grugaparks im Vorfeld der hier stattfindenden Bundesgartenschau 1965 aus. Aus 53 eingereichten Ideen wurde der Entwurf des Kölner Landschaftsarchitekten Gottfried Kühn ausgewählt. Der Architekt Gerd Lichtenhahn errang den zweiten Platz. Er erhielt den Auftrag zum Bau des in der Gesamtplanung vorgesehenen und von ihm entworfenen Freibads. Der Stadtrat beschloss 1960 den Bau des Grugabads, so dass Gerd Lichtenhahn im November des Jahres sein Exposé dazu vorlegte. Dieses sah vor, alle vier großen Schwimmbecken auf zwei unterschiedlichen Ebenen insgesamt höher als das umliegende, abfallende Gelände anzulegen, was die Wartung erleichtert und die Geräuschbelastung auf dem gesamten Gelände reduziert. Der schwebende Eindruck sollte dadurch verstärkt werden, dass umliegende Gebäude optisch zurücktreten. Die öffentliche Präsentation der Pläne, die überwiegend so umgesetzt wurden, erfolgte im März 1961. Eine zunächst geplante Überdachung des Wellenbads mit Infrarotheizstrahlern, ein Saunabereich sowie eine vierte Erwachsenenumkleide wurden aus Kostengründen nicht realisiert. Erste bauliche Arbeiten begannen im Oktober 1961. Verzögerungen beim Bau gab es durch mehrere Funde von Weltkriegsbomben, den felsigen Baugrund und den harten Frost im Winter 1961/62. Das trug auch dazu bei, dass sich die veranschlagten Baukosten von 18 Millionen D-Mark um sechs Millionen DM erhöhten. Im Mai 1963 fand das Richtfest statt. So konnte das in Essen stattfindende Deutsche Turnfest 1963, das einen Tag des Schwimmens beinhaltete, im Juli des Jahres bereits einige Einrichtungen nutzen. Direkt danach schloss das Grugabad wieder, da noch bauliche Aktivitäten für den öffentlichen Publikumsverkehr notwendig waren. Im folgenden Jahr 1964 war das Bad in Teilen geöffnet und verzeichnete knapp 350.000 Besucher. Die offizielle Eröffnung wurde am 17. Juni 1964 durch den damaligen Oberbürgermeister Wilhelm Nieswandt vorgenommen. Der Architekt Lichtenhahn erlebte diese nicht mehr, da er 1964 starb.

## Aufbau und Ausstattung
Das gesamte Schwimmbadgelände von 58.000 Quadratmetern liegt südlich angrenzend an den Grugapark und war für 8000 Besucher konzipiert. Die reine Wasserfläche liegt bei 5000 Quadratmetern und die Liegefläche bei rund 25.000 Quadratmetern. Das ursprüngliche Eingangsgebäude lag im Südwesten und war ein rechteckiges Gebäude mit Innenhof, das Ende der 1980er, Anfang der 1990er Jahre abgerissen wurde. Auf dessen Fläche wurde ein Fahrradübungsplatz der Verkehrswacht errichtet. Das Bad bot aufgrund der Topographie drei höhenversetzte Umkleidegebäude für 3000 Personen. Das mittlere dieser Gebäude wurde im Erdgeschoss zum neuen Haupteingang umgebaut. Die beiden anderen Umkleiden wurden umgebaut und dienen heute als Lager oder stehen leer. Im südwestlichen langgestreckten Gebäude gab es zusätzlich eine Kinderumkleide für 2700 Kinder. Heute dient das Haus als Lager der Verkehrswacht und des Grugaparks. Parallel nordöstlich davon verläuft eine ursprünglich für 2000 Zuschauer errichtete, 60 Meter lange Tribüne aus Stahlbeton.
Auf der oberen Ebene, angrenzend an die Tribüne, befindet sich ein für Wettkämpfe geeignetes und beheizbares Sport- und Mehrzweckbecken mit zehn Bahnen auf einer Größe von 25 mal 50 Metern. Daneben befindet sich ein 4,50 Meter tiefes und 20 mal 20 Meter großes Springerbecken mit Zehn-Meter-Sprungturm, der an einen Förderturm erinnert. In diesem Bereich befindet sich unter der plattierten der Fläche der Maschinenraum. Ein noch vorhandener 22 Meter hoher Kamin, der das gesamte Gelände überragt, diente der 2012 außer Betrieb genommenen alten Heizungsanlage. Der Kamin steht unmittelbar an der erhöhten, quadratischen Aussichtsplattform des Bademeisters.
In der unteren Ebene, zu der eine Wendeltreppe um den Kamin herum führt, befindet sich ein 22 mal 68 Meter großes und beheizbares Wellenbad, das 1964 als eines der ersten Wellenbäder gebaut wurde. Die Wellenmaschine erzeugt Wellen von bis zu einem Meter Höhe. Dazu kommt auf dieser Ebene ein 25 mal 80 Meter umfassendes, nicht beheizbares Nichtschwimmerbecken mit der sogenannten Elefantenrutsche, die eine fünf und eine drei Meter hohe Rutsche bietet. Deren zwei unterschiedlich lange Rutschbahnen bestehen aus mit Kunststoff ausgekleidetem Beton und erinnern an Elefantenrüssel. Bei einem auf dieser Ebene befindlichen Kiosk kann man durch Glasscheiben unterhalb der Wasseroberfläche in das höher gelegene Sprungbecken sehen.
Es gibt auf insgesamt rund 1500 Quadratmetern Kinderspielplätze sowie am nördlichen Ende des Geländes ein rundes Planschbecken mit 15 Metern Durchmesser. Zu den Grünanlagen im Grugabad gehören heute zwei Beachvolleyballfelder.
In den ersten Betriebsjahren wurden bis zu 350.000 Besucher pro Saison gezählt. Bis heute ging die Zahl auf 124.000 Badegäste pro Saison zurück (Stand: 2015). Damit liegt das Grugabad nach Besucherzahlen an zweiter Stelle von allen 49 Bädern des Regionalverbands Ruhr.
Im Jahr 2012 erhielt das Grugabad eine neue Chlorungsanlage. Die alte Grugabad-Heizanlage ist inzwischen außer Betrieb, da das Bad seit Mitte 2012 mit dem Biomasse-Heizwerk des Grugaparks an der Lührmannstraße verbunden ist. Dennoch wurde für die Badeanlage aus den 1960er Jahren im September 2012 ein Sanierungsstau in zweistelliger Millionenhöhe angegeben.
Am 17. Juli 2018, im Europäischen Kulturerbejahr, wurde das Grugabad zum Big Beautiful Building ernannt, eine Auszeichnung der Landesinitiative StadtBauKultur NRW.
Das Rheinische Amt für Denkmalpflege hat ein Gutachten erstellt, und damit bei der Stadt Essen am 10. September 2014 den Antrag gestellt, das Grugabad samt Außenanlagen als Baudenkmal zu deklarieren. Am 3. September 2020 wurden die baulichen Einrichtungen und die bauzeitliche Ausstattung des Grugabads in die Denkmalliste der Stadt Essen eingetragen.

## Umbau des ehemaligen Grugabad-Restaurants

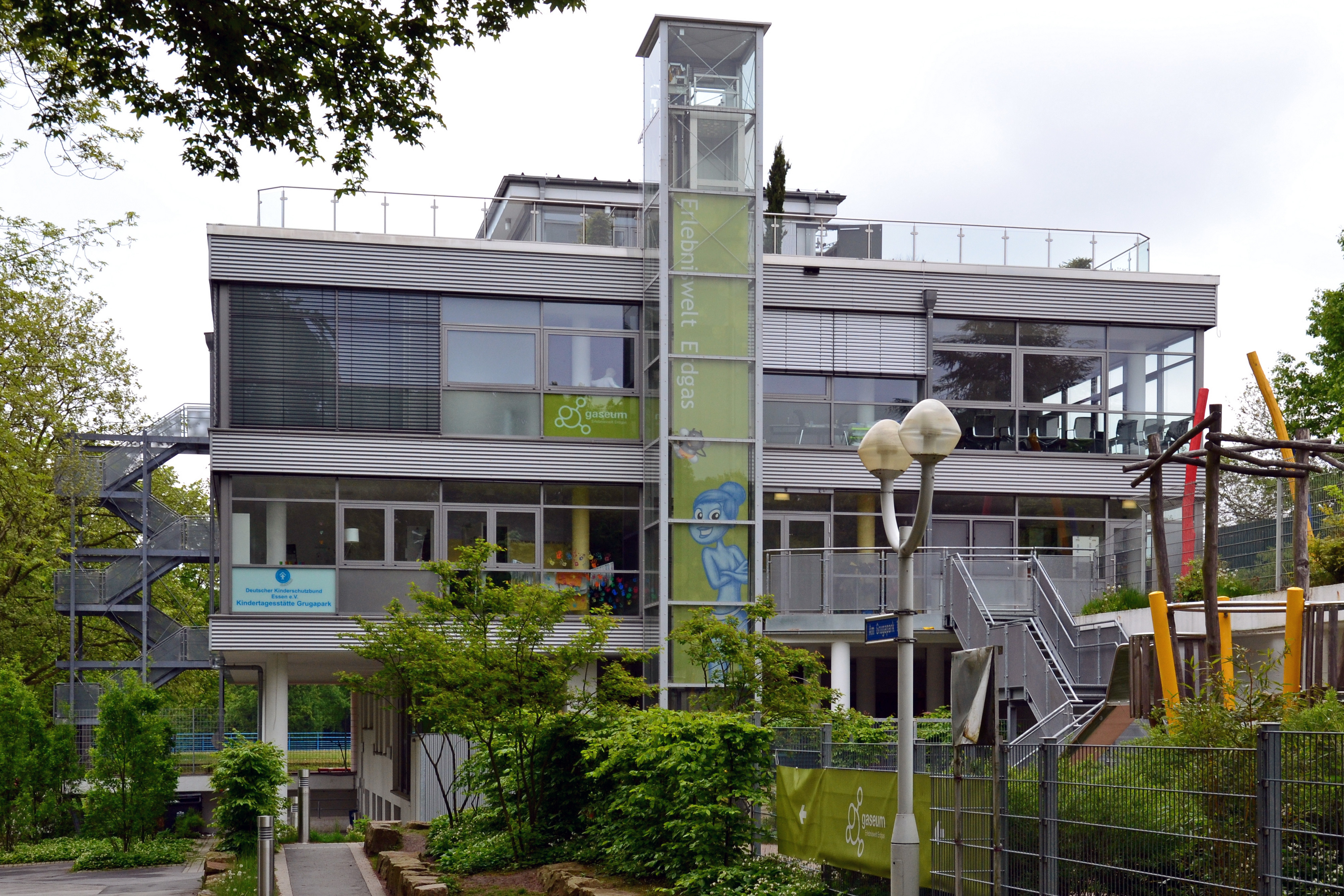
Ehemaliges Restaurantgebäude (2013)

Zum Grugabad wurde zu Beginn ein Restaurantgebäude errichtet, das über eine Brücke mit der Ebene des Sportbeckens verbunden ist. Es besaß großflächige Fensterflächen und eine große Loggia für einen Panoramablick über das Schwimmbadgelände. Die Gastronomie, die im Obergeschoss auch von den Besuchern des Grugaparks genutzt werden konnte, wurde später geschlossen und stand mehrere Jahre größtenteils leer. Wenige Räume wurden zwischenzeitlich von der Verkehrswacht des nahen Verkehrsplatzes genutzt.
Im August 2009 wurde im für 2,3 Millionen Euro kernsanierten Gebäude eine Kindertagesstätte für 50 Kinder eröffnet, die vom Kinderschutzbund betrieben wird. Der Umbau wurde durch das Arbeitsmarktprojekt Essener Konsens ermöglicht, einem Netzwerk, das mithilfe von Langzeitarbeitslosen soziale und gemeinnützige Projekte angeht. Das ermöglichte 2012 auch einen Erweiterungsbau, um jetzt mit einer zweiten Kita des DKSB insgesamt 80 Kindern Platz zu bieten. Dazu zog die Verkehrswacht aus.
In der oberen Etage befand sich zwischen Juni 2010 und Mai 2013 das Gaseum, eine Ausstellung der E.ON Ruhrgas AG zur Erlebniswelt Gas und Energie.
Aufgrund der umfangreichen Umbauten ist das einstige Restaurantgebäude nicht Bestandteil des Denkmalschutzes.

## Sportveranstaltungen (Auszug)
Vor der offiziellen Eröffnung nutzte das Deutsche Turnfest bereits 1963 Einrichtungen des Grugabads zu seinem Tag des Schwimmens.
Vom 8. bis 15. September 2002 fand im Grugabad die fünfte Kanupolo-Weltmeisterschaft, und am 17. und 18. September 2005 die deutsche Kanupolo-Meisterschaft statt.
Am 16. und  17. Mai 2009 wurde hier die erste Deutsche Meisterschaft im Splashdiving ausgetragen, gefolgt von der vierten Splashdiving-Weltmeisterschaft am 15. und 16. August 2009.

## Verkehrsanbindung
Das Grugabad verfügt über kostenpflichtige Parkplätze, die unter anderem direkt von der A 52 erreicht werden können. Mit dem Nahverkehr in Essen können die U-Bahn-Linie U11 und der Buslinie 142 genutzt werden.

## Trivia
2007 wurde über das Grugabad die ProSieben-Reportage Rimini im Ruhrpott - Das größte Freibad im Revier gedreht.

## Zukunft
Im Sommer 2017 fanden an drei Terminen Workshops und Diskussionsforen zwischen der Stadt Essen und den Bürgern zur Zukunft des Bades statt. Die Ergebnisse sollten im Rahmen einer Machbarkeitsstudie in einem Entwicklungs- und Sanierungskonzept ausgearbeitet und entwickelt werden. Drei Szenarien wurden dabei verfolgt: 1. Erhaltung des Status quo mit baulich notwendigen Sanierungsmaßnahmen; 2. saisonbetriebenes Freibad mit zeitgemäßem Konzept und 3. Ganzjahresbad/Kombibad. Daraufhin wurde die Verwaltung Anfang 2019 beauftragt, eine europaweite Ausschreibung für eine Machbarkeitsstudie Zukunft Grugabad durchzuführen. Dazu ging jedoch nur ein Angebot ein, das dem angestrebten Preisrahmen nicht entsprach. Damit wurde die Ausschreibung aus wirtschaftlichen Gründen Anfang 2020 zurückgezogen.
In der Ratssitzung vom 30. November 2022 wurde die weitere Planung für die Sanierung des Grugabads beschlossen. Dabei ging es um Realisierungsoptionen als Ganzjahresbad durch eine Hallenkonstruktion über dem Nichtschwimmerbecken. Verschiedene Möglichkeiten als Grundlage für einen Ganzjahresbetrieb wurden erstellt, nämlich eine Überdachung des Sportbeckens samt Zuschauertribüne, Überdachung des Nichtschwimmerbeckens oder separates Hallenbad hinter der Tribüne. Dabei sollte das Bad als Gesamtensemble unter den Aspekten des Denkmalschutzes erhalten bleiben. In der Ratssitzung vom 2. Juli 2025 wurde beschlossen, die Planungen zum Umbau als Ganzjahresbad zunächst nicht weiter zu verfolgen. Die Planungen zur Generalsanierung mit einem Budget von rund 5,48 Millionen Euro bis zum Baubeginn werden fortgeführt. Dabei ist ein Baubeginn für Oktober 2026 geplant. Die Sanierungen sollen das  Grugabad instand setzen und in Bezug auf Sicherheit, Hygiene, Energieeffizienz und Denkmalschutz auf einen aktuellen Stand bringen.